# 리차드 베이스하트
리처드 베이스하트(Richard Basehart, 1914년 8월 31일 ~ 1984년 9월 17일)는 미국의 배우이다.

## 출연 작품
- 마릴린: 언톨드 스토리 (1980년)
- 찬스 (1979년)
- 닥터 모로의 DNA (1977년)
- 맨션 오브 더 둠드 (1976년)
- 대홍수(영어판) (1976년)
- 분노의 계절 (1972년)
- 9인의 독수리 (1971년)
- 솔 서바이버 (1970년)
- 엔더슨빌 트라이얼 (1970년)
- 러브 이즈 퍼니 씽 (1969년)
- 태양의 왕 (1963년) - 아 민 역
- 전투 (1962년)
- 히틀러 (1962년)
- 검은 초상 (1960년) - 하워드 메이슨 역
- 다섯 낙인의 여자 (1960년)
- 까라마조프의 형제들 (1958년)
- 디 인티밋 스트레인저 (1956년)
- 백경 (1956년)
- 사기꾼들 (1955년) - 피카소 역
- 더 굿 다이 영 (1954년)
- 길 (1954년)
- 타이타닉의 최후 (1953년)
- 전신 언덕의 집 (1951년)
- 14시간 (1951년)
- 반역 (1951년)
- 총검장착 (1951년)
- 텐션 (1950년)
- 히 워키드 바이 나이트 (1948년)

### 텔레비전
- 전격 Z작전 (1982년)
- 닥터 웰비 (1969년)
- 불타는 서부 - 78년 시리즈 (1978년)
- 스튜디오 원 (1948년)
- 해저 여행 (1964년)